# Lobi, Estland
Lobi är en by i Haljala kommun i landskapet Lääne-Virumaa i Estland. Den ligger i norra delen av landet, 72 km öster om huvudstaden Tallinn. Byn hade 15 invånare år 2011. Lobi tillhörde Vihula kommun 1992–2017.
Lobi ligger 5 km norr om centralorten Võsu och utmed Estlands nordkust mot Finska viken. Lobi är belägen på udden Lobi neem som skiljer vikarna Käsmu laht och Koolimäe laht åt. 